# Miroslav Škoro
Miroslav Škoro (translittération en français : Miroslav Chkoro), né le 29 juillet 1962 à Osijek (Croatie), est un musicien croate.

## Situation personnelle
Miroslav Škoro émergea sur la scène musicale croate avec son album Ne dirajte mi ravnicu qu'il coécrivit avec le maître de tamboura Jerry Grcevich, originaire de Pennsylvanie (États-Unis). Sa musique se caractérise par l'utilisation des sonorités de la tamboura, modernisées afin de plaire aux amateurs de musique pop moderne. La chanson qui portait le même nom que l'album devint, très rapidement, une des chansons croates les plus célèbres.
En 2002, Škoro enregistre en collaboration avec Marko Perković « Thompson » la chanson Reci, brate moj (« Dis, mon frère »). Il est aussi le président du conseil d'administration de Croatia Records, la plus grande société d'édition de musique en Croatie. Miroslav Škoro acquiert une popularité lorsqu'il participe en tant que membre du jury, en 2003, à une émission de découverte de nouveaux talents sur la chaine Nova TV.

## Parcours politique
Il est candidat à l’élection présidentielle croate de 2019-2020, où il se présente comme indépendant avec le soutien du plusieurs partis de droite (Parti conservateur croate, Parti croate du droit – Ante Starčević, Le Pont, Hrast). Pendant la campagne, il réclame le déploiement de l'armée à la frontière pour interdire le passage aux serbes. Il déclare également vouloir gracier Tomislav Mercep, condamné pour le massacre de civils serbes lors de la guerre de 1990-1995,.
Il arrive en troisième position avec 24,45 % des voix, deux points derrière la présidente conservatrice sortante, Kolinda Grabar-Kitarović.

## Discographie
- Ne dirajte mi ravnicu – 1992.
- Miroslav Škoro i Ravnica – 1993.
- Sitan vez – 1996.
- Miroslav Škoro, uživo – 1998. (compilation)
- Ptica samica – 1999.
- Slagalica – 2001.
- Milo moje – 2003.
- Svetinja – 2005.
- Sve najbolje vol.1 - 2007. (compilation)
- Sve najbolje vol.2 - 2007. (compilation)